# سیارک ۱۷۹۹۵
سیارک ۱۷۹۹۵ (به انگلیسی: 17995 Jolinefan، نامگذاری:1999JF74) هفده هزار و نهصد و نود و پنجمین سیارک کشف شده‌است که در ۱۲ مه ۱۹۹۹ کشف شد.
قدر مطلق سیارک برابر ۱۴٫۸ است.